# Stéphanie Nicole Zanga
Stéphanie Nicole Zanga (* 11. Dezember 1969) ist eine ehemalige kamerunische Leichtathletin, die sich auf den Mittelstreckenlauf spezialisiert hat.

## Sportliche Laufbahn
Erste internationale Erfahrungen sammelte Stéphanie Nicole Zanga im Jahr 1996, als sie bei den Afrikameisterschaften in Yaoundé in 4:34,20 min die Silbermedaille im 1500-Meter-Lauf hinter der Kenianerin Naomi Mugo gewann. 1998 nahm sie an den Commonwealth Games in Kuala Lumpur teil und schied dort mit 2:08,81 min in der Vorrunde im 800-Meter-Lauf aus und belegte dort mit 3:35,50 min den fünften Platz mit der kamerunischen 4-mal-400-Meter-Staffel. 1999 startete sie mit der Staffel bei den Weltmeisterschaften in Sevilla und verpasste dort mit 3:33,51 min den Finaleinzug. Anschließend schied sie bei den Afrikaspielen in Johannesburg mit 2:08,65 min im Vorlauf über 800 Meter aus und gewann in 3:33,28 min gemeinsam mit Myriam Léonie Mani, Mireille Nguimgo und Claudine Komgang die Bronzemedaille hinter den Teams aus Nigeria und dem Senegal. 2001 schied sie bei den Spielen der Frankophonie in Ottawa mit 2:05,84 min in der Vorrunde aus und 2002 beendete sie ihre aktive sportliche Karriere im Alter von 32 Jahren. 

## Persönliche Bestzeiten
- 800 Meter: 2:04,64 min, 8. August 1999 in Castres
- 1000 Meter: 2:45,7 min, 29. April 1999 in Abidjan (kamerunischer Rekord)
- 1500 Meter: 4:23,42 min, 16. Juli 1999 in Compiègne